# Contea di Queens (New York)
Contea di Queens (in inglese Queens County) è il nome con cui ci si riferisce al Borgo di Queens come ripartizione periferica giudiziaria dello Stato di New York e non come suddivisione amministrativa della Città di New York.
La contea è quella maggiormente diversificata, dal punto di vista etnico, di tutti gli Stati Uniti d'America. Al censimento del 2000 il 46% dei residenti era straniero, con la previsione di superare il 50% nel 2010.